# گونزالو گارسیا
گونزالو گارسیا  (اسپانیایی: Gonzalo  García‎؛ زادهٔ ۱۳ اکتبر ۱۹۸۳) بازیکن سابق و مربی فوتبال اهل اروگوئه است.
از باشگاه‌هایی که در آن بازی کرده‌است می‌توان به باشگاه فوتبال خرونینگن، باشگاه فوتبال رئال مادرید کاستیا، باشگاه فوتبال مکابی تل‌آویو، باشگاه فوتبال رئال مادرید، باشگاه فوتبال هیرنفین، باشگاه فوتبال آنورتوسیس فاماگوستا، باشگاه فوتبال فنلو، باشگاه فوتبال رئال مادرید سی، و باشگاه فوتبال آلکورکون اشاره کرد.
وی همچنین در تیم‌های ملی فوتبال زیر ۱۷ سال اسپانیا و زیر ۱۹ سال اسپانیا بازی کرده‌است.